# Papinsaari (ö i Finland, Norra Karelen, Pielisen Karjala)
Papinsaari är en ö i Finland. Den ligger i sjön Viekijärvi och i kommunen Lieksa i den ekonomiska regionen  Pielinen-Karelen  och landskapet Norra Karelen, i den östra delen av landet, 400 km nordost om huvudstaden Helsingfors. Öns area är 0,4 hektar och dess största längd är 110 meter i sydöst-nordvästlig riktning.